# Pfarrkirche Scharten

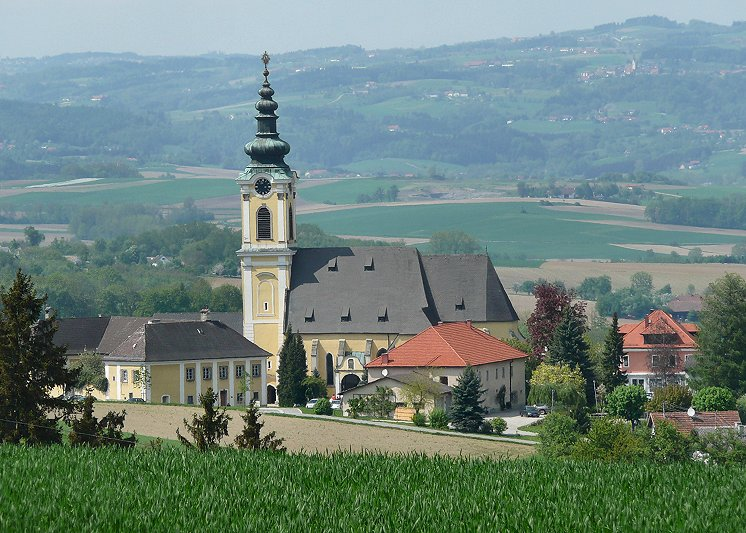
Kath. Pfarrkirche Mariä Geburt in Scharten

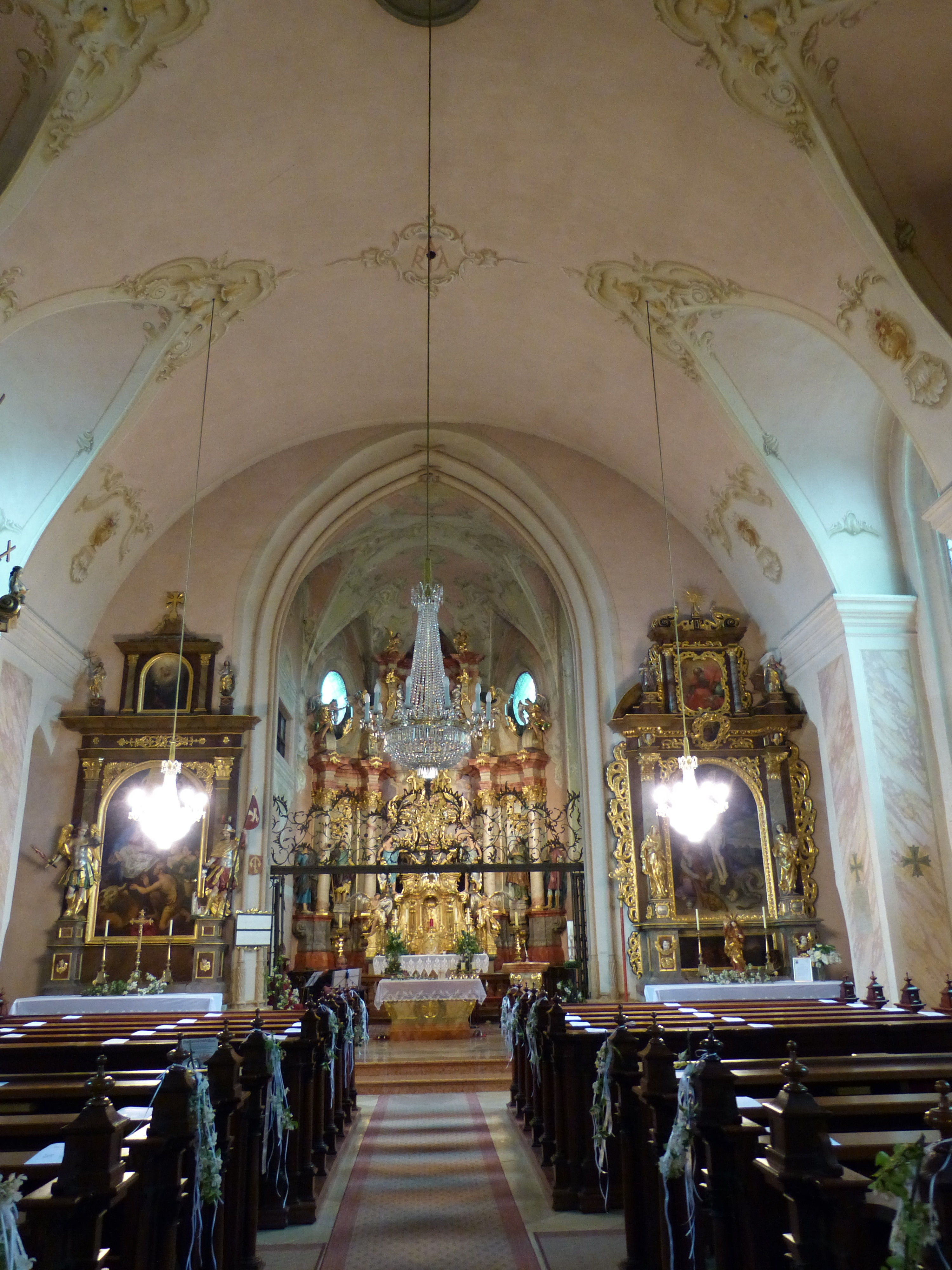
Im Langhaus zum Chor

Die römisch-katholische Pfarrkirche Scharten mit dem Patrozinium Mariä Geburt steht im Ort Scharten in der Gemeinde Scharten im Bezirk Eferding in Oberösterreich. Seit dem 1. Jänner 2023 gehört Scharten als eine von 10 Pfarrteilgemeinden zur Pfarre Eferdinger Land der Diözese Linz. Die Kirche steht unter Denkmalschutz.

## Geschichte
Die gotische Kirche wurde ab 1506 erbaut, von 1532 bis 1602 war der Bau einstellt, und erst 1632 fertiggestellt. Die Kirche wurde bis auf die gotische Fronbogenleibung barockisiert.

## Architektur
Das einschiffige vierjochige stichkappentonnengewölbte Langhaus hat eingezogene Streben. Der gotische zweijochige Chor mit einem Fünfachtelschluss wurde nach der Entfernung der Gewölberippen mit Architekturmalerei im Stil des Rokoko (um 1770) versehen.

## Ausstattung
Den Rokoko-Hochaltar schuf Karl Höfer aus Krems (1769). Er trägt eine spätgotische Muttergottesstatue aus dem Anfang des 16. Jahrhunderts.